# Хав'єр Бараха
Хав'єр Бараха (ісп. Javier Baraja, нар. 29 серпня 1980, Вальядолід) — іспанський футболіст, що грав на позиції захисника. По завершенні ігрової кар'єри — тренер. З 2022 року очолює тренерський штаб команди «Ібіса».

## Клубна кар'єра
Народився 29 серпня 1980 року у Вальядоліді. Вихованець футбольної школи місцевого «Реал Вальядолід». Дорослу футбольну кар'єру розпочав 2001 року в основній команді того ж клубу, в якій протягом сезону взяв участь у двох матчах чемпіонату.
Не вразивши тренерів головної команди рідного клубу, 2002 року перейшов до друголігового «Хетафе», звідки за два роки перебрався до  «Малаги», в структурі якої, утім, протягом сезону грав виключно за другу команду в Сегунді.
Влітку 2005 року повернувся до «Реал Вальядолід», що на той час також змагався у другому дивізіоні. Відразу ставши гравцем основного складу рідної команди, 2007 року допоміг їй здобути перемогу в Сегунді, тому наступні три роки захищав її кольори в Ла-Лізі. Згодом команда втрачала і повертала місце в елітному дивізіоні, і загалом після повернення Бараха провів у її складі п'ять сезонів у найвищому і чотири сезони у другому іспанських дивізіонах. Завершив професійну кар'єру виступами за команду «Вальядоліда» у 2014 році.

## Виступи за збірні
1997 року провів сім матчів у складі юнацької збірної Іспанії (U-16), наступного року ще три гри провів за збірну 17-річних.

## Кар'єра тренера
Завершивши ігрову кар'єру, залишився в структурі клубу «Реал Вальядолід», 2015 року очолив тренерський штаб його молодіжної команди.
Протягом 2016–2017 років працював на позиції асистента головного тренера в «Райо Вальєкано», згодом працював на аналогічній посаді в рідному «Вальядоліді», а впродовж 2019–2021 років тренував команду «Реал Вальядолід Б».
2022 року очолив тренерський штаб друголігової команди «Ібіса».

## Титули і досягнення
- Чемпіон Європи (U-16): 1997